# Limulus
Limulus  es un género de artrópodos quelicerados de la clase Merostomata.

## Especies

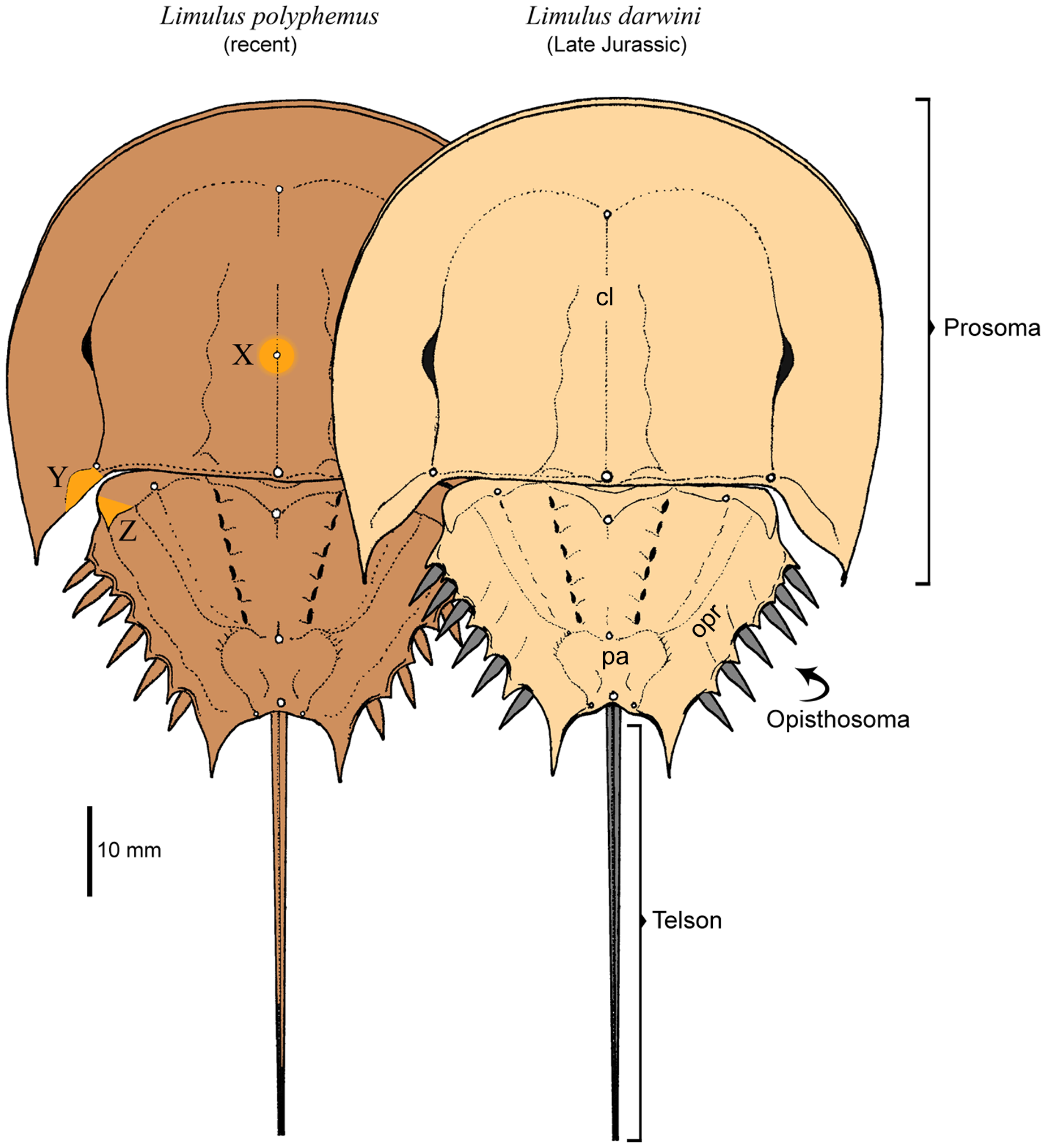
Limulus polyphemus actual comparado con Crenatolimulus darwini del Jurásico, que presentan una apariencia bastante similar

En la actualidad, solo cuenta con una única especie viviente:
- Limulus polyphemus (Linnaeus, 1758) - Cangrejo herradura atlántico.

Sin embargo se tiene constancia de especies fósiles:
- Limulus coffini Reeside & Harris, 1952- Cretácico, Estados Unidos
- Limulus darwini Kin & Błażejowski, 2014- Jurásico, Polonia[3]
- Limulus priscus Münster, 1839- Triásico, Alemania
- Limulus woodwardi Watson, 1909- Jurásico, Inglaterra